# Yoshi
Yoshi (ヨッシー Yosshī?, su nombre deriva de 良, que significa «bueno»), es un dinosaurio híbrido antropomórfico perteneciente a la franquicia de Mario, el cual también cuenta con su propia serie de juegos.
El nombre completo de Yoshi (dado oficialmente por Nintendo) es T. Yoshisaurus Munchakoopas. Él desciende de la especie de Yoshis, individuos que aparecen en varios colores, y siendo este personaje principal de color verde.
Yoshi apareció por primera vez en el juego Super Mario World (1990) de la consola SNES, como compañero de Mario y Luigi, y más tarde protagonizó en juegos de plataforma y de lógica siendo Yoshi's Island, Yoshi's Cookie, Yoshi's Story, Yoshi's Woolly World y Yoshi's Crafted World. Yoshi también ha aparecido en muchas de las series spin-off de Super Mario como Mario Kart, Mario Party,  y Super Smash Bros., así como en varios juegos deportivos de la franquicia.

## Diseño y características
Según el argumento de diversos videojuegos, Yoshi desciende de la especie de Yoshis, introducida en Super Mario World, la cual se caracteriza por variar el color de piel entre sus individuos. De todos los individuos de dicha especie, se destaca al Yoshi principal cuyo color es verde, y suele acompañar a Mario o Luigi en sus aventuras.
Como es demostrado en varios videojuegos de Super Mario y el modo historia de Super Smash Bros. Brawl, Yoshi suele dormir mucho.

### Apariencia física
Yoshi comparte características con aquellas de un dinosaurio bípedo, posiblemente un T-Rex, un Allosaurio o un Gorgosaurio. Posee extremidades superiores cortas, espinas rojas que recorren la mitad superior de su columna, un caparazón rojo que se asimila a una montura y es capaz de caminar en sus extremidades inferiores. Yoshi utiliza un par de botas de exterior. 
El personaje tiene un hocico amplio y redondo que resalta con sus prominentes pómulos, y una lengua larga y prensil diseñada para atrapar su presa o alcanzar alimento.

### Voz y sonido
En Super Mario World (1990) hasta Mario Party 3 (2000), Yoshi producía dos sonidos dependiendo de la situación: 
- Cuando interactuaba en una situación positiva, emitía un sonido de dos notas parecido al rasguño de un disco.
- Cuando interactuaba en una situación negativa, emitía un sonido parecido a un silbido.

En Yoshi's Story (1997) y Super Smash Bros. (1999), Yoshi tuvo una voz aguda, que frecuentemente registraba palabras simples y legibles. (Ha sido doblajeado por Kazumi Totaka)
Desde Super Smash Bros. Melee (2001), Yoshi usa nuevamente su voz aguda. 
En New Super Mario Bros. Wii (2009) y New Super Mario Bros. U (2012), Yoshi volvió a tener su misma voz de Super Mario World.

## Origen y creación
El diseñador de videojuegos, Shigeru Miyamoto, declaró que Nintendo había planeado incluir un acompañante dinosaurio para Mario en Super Mario Bros. Su inclusión en Super Mario Bros. no se pudo realizar debido a las limitaciones tecnológicas de la plataforma Nintendo Entertainment System y a la poca familiarización con la plataforma por parte del grupo de diseñadores encargados de la producción de Super Mario Bros. El concepto que veía a Mario montando un dinosaurio vino del concepto del videojuego Excitebike, un videojuego clásico de motociclismo diseñado para el Nintendo Entertainment System. 
En años siguientes, se lanzaron al mercado nuevos títulos de la serie Super Mario en los que se desarrolló el formato y la calidad de juego. En 1988, se lanzaron las secuelas Super Mario Bros. 2 y Super Mario Bros. 3 en los que la calidad de imagen mejoró notablemente y el modo de juego se amplió al incluir nuevos escenarios. Yoshi finalmente debutó en 1990 en el lanzamiento del juego Super Mario World.

## Género
Existe una controversia que rodea el género de Yoshi, ya que es aparentemente masculino porque se refiere a sí mismo como masculino en los videojuegos. Sin embargo la confusión prevalece debido a que Yoshi, siendo aparentemente masculino, tiene la capacidad de una hembra de poner huevos. Usualmente se declara que la especie Yoshi tiene la capacidad de la reproducción asexual.
En varias ocasiones, se relacionaron amorosamente juntos a Yoshi y Birdo desde el lanzamiento de Mario Tennis 64, juego en el que se declaró que ambos eran una pareja sentimental. Sin embargo, Birdo fue presentada por primera vez como una transgénero, que debido a su confusión sexual prefería ser llamada "Birdetta". El que Yoshi y Birdo fueran unidos sentimentalmente provocó que surgieran varias especulaciones que referían al género y orientación sexual de ambos, apuntando a la posibilidad de que ambos forman una pareja sexualmente ambigua.
Se especula que Yoshi debido a que también es el nombre de una especie, puede ser un individuo diferente en cada videojuego en el que aparece, alternando su género. De manera similar se alega que Birdo es el nombre de una especie, asegurando que el Birdo sexualmente confundido de Super Mario Bros. 2 y la posible novia de Yoshi son diferentes individuos. Actualmente se considera que los personajes principales Yoshi y Birdo, son macho y hembra respectivamente.

## Apariciones

### Juegos de plataforma
- Super Mario World: Su primera aparición fue en este juego, como habitante de la Isla Dinosaurio. Mario o Luigi podían montarlo y atrapaba con su lengua e ingería a algún enemigo. Yoshi se habilita cuando el jugador golpea determinado Bloque "?" en el que aparece un huevo el cual se rompe y sale un Yoshi adulto.[12] Si Mario y Luigi montan a Yoshi, en la música del nivel se añadirá un sonido de bongós, cosa que se repetiría en varios juegos posteriores, y que aún se conserva. En este mismo título, aparecen individuos Yoshi en cuatro diferentes colores (verde, rojo, amarillo y morado). También se introducen los Bebés Yoshi, los cuales son Yoshis pequeños que requieren de alimento para crecer, hasta convertirse en un Yoshi adulto. Los Baby Yoshis en color verde no requieren de alimento, en cambio los Baby Yoshis en color rojo, púrpura y amarillo, sí requieren alimento.[13] En el juego se introdujo un modo de juego en el que Yoshi, al ingerir determinado caparazón de Koopa o Paratroopa, adquiere determinado poder. Cuando Yoshi ingiere un caparazón color rojo, podrá escupir bolas de fuego; si ingiere un caparazón púrpura, adquirirá la capacidad de volar con unas alas que crecerán en su columna; si ingiere un caparazón amarillo, podrá crear una fuerza sísmica al saltar y aterrizar; si Yoshi introduce un caparazón verde a su boca, no podrá comerlo y lo escupirá.[14] Yoshi es susceptible a ataques y si el jugador lo está montando, escapará al recibir algún daño de un enemigo; no puede entrar a castillos ni a casas fantasma (a excepción del barco fantasma hundido). A excepción de Super Mario Maker, dónde se puede montar a Yoshi en castillos y en casas fantasmas en algunos mundos o ediciones de estos mismos con sus respectivos tambores cuando Mario va montado sobre este.

- Super Mario World 2: Yoshi's Island: Es una precuela de Super Mario World. En la línea del tiempo ficticia de la serie, este sería el primer juego en el que Mario y Yoshi se conocen. Aquí Yoshi debe proteger a Baby Mario de los enemigos y rescatar a Baby Luigi del malvado Kamek, como en todos los juegos protagonizados por Yoshi, excepto en Yoshi's Story  y Yoshi's Woolly World.

- Super Mario 64: En este juego, Yoshi interpreta un rol muy menor. Aparece cuando el jugador ha recolectado las 120 Superestrellas. Se encuentra caminando en el techo del castillo de la Princesa Peach. Para llegar ahí, Mario debe usar el cañón ubicado en el jardín del castillo cerca del lago que se activa al conseguir las 120 Superestrellas. Si Mario llega al techo, puede ir a hablar con Yoshi. Al felicitar a Mario por recolectar las 120 Superestrellas, Yoshi le dará 99 vidas y desaparecerá. Cuando Mario haga el "triple salto", dejara un rastro de estrellas.

- Super Mario Sunshine: Aquí Yoshi aparece para ayudar a Mario en algunos niveles. Estará disponible cuando el jugador haya completado el episodio 4 del área Pinna Park. Yoshi está dentro de un huevo y pensando en una fruta, la cual se le debe acercar para que él salga y Mario pueda montarlo. Debe comer frutas periódicamente o de lo contrario, el jugo se termina y Yoshi regresa a su huevo. Yoshi puede escupir ese jugo para convertir a los enemigos en unas plataformas cuadradas. Al comer una fruta, su piel cambia de color. También regresa a su huevo si entra en contacto con agua profunda.

- Super Mario 64 DS: Es un remake de Super Mario 64. A diferencia del original, aquí Yoshi aparece como personaje jugable, ya que su misión es rescatar a Mario, Luigi y Wario, quienes entraron al Castillo de Peach y no regresaron. Yoshi puede saltar y flotar en el aire por unos segundos, puede comer a enemigos débiles y convertirlos en huevos para arrojarlos. Cuando obtiene una Flor de Poder (Power Flower) podrá escupir fuego. Si obtiene una gorra de Mario, Luigi o Wario, adquirirá la apariencia y habilidades de uno de ellos, pero si recibe daño de un enemigo, perderá la gorra, volviendo a su forma original y tiene que obtenerla otra vez.

- New Super Mario Bros. Wii: Yoshi aparece en este juego retomando el papel de sus juegos iniciales como medio de transporte. Es posible montarlo de manera similar a Super Mario World, excepto que está limitado a ciertos niveles, no se puede navegar con él en los mapas y ha perdido su habilidad de adquirir poderes al ingerir determinado caparazón de Koopa o Parakoopa.[15]

- Super Mario Galaxy 2: El juego incluye en su argumento central distintas referencias a Yoshi y su raza. Yoshi aparece como un personaje manipulable en este juego. En el argumento del juego Yoshi ayuda a Mario y a Luigi a salvar el universo de la dominación de Bowser y es de nuevo un medio de transporte para el jugador.[16] Cuando come frutas, su piel cambia de color y puede adquirir algunas habilidades. Cuando son sólo frutas normales, al comérselas, tira trozos de estrella.

- New Super Mario Bros. U: Aquí Yoshi aparece para que el jugador lo use como medio de transporte una vez más. Puede saltar y flotar en el aire por unos segundos. También aparecen los Bebés Yoshi de color Rosa, Azul y Amarillo. El Rosa se infla como un globo y se mantiene en el aire, el Amarillo reemplaza el Bloque Luminoso y el Azul lanza burbujas con las que encierra a los enemigos y los convierte en monedas. Todos estando sin hacer sus habilidades pueden comer a los enemigos que haya al frente.

- Super Mario Maker: En este juego, Yoshi aparece para que el jugador pueda montarlo. Sin embargo, solamente está disponible en los niveles con el diseño de Super Mario World y New Super Mario Bros. U.
- Super Mario Run: Yoshi es el leal compañero de aventuras de Mario. Puede saltar con aleteo y no le temen a los picos. Popular entre los Toads verdes.
- Mario + Rabbids Kingdom Battle: aparece como un personaje jugable al final de la historia, su técnica es su técnica Team Jump puede infligir daño a las unidades enemigas con un Ground Pound. También empuña el arma Rumblebang similar a una pistola Gatling.
- Super Mario Odyssey: aparece como un personaje capturable en Super Mario Odyssey. Se le puede encontrar en la cima del Castillo de Peach, como en Super Mario 64, en el Reino Champiñón.
- Super Mario Maker 2: Nuevamente Yoshi aparece para que el jugador pueda montarlo, en el curso de Ninji Speedruns, llamado Yoshi's Piranha Plant Picnic, presenta a Yoshi, quien debe tragarse veinticinco Piranha Plants y en Llamar a una puerta de deformación al estilo de Super Mario World, puede hacer que aparezca Weird Mario mientras monta a Yoshi.
- Super Mario Bros. Wonder: Yoshi aparece como personaje jugable. Siendo la primera vez que aparece como un personaje jugable independiente en un juego principal desde Super Mario 64 DS. Aparte de su aprecia original, también aparecen las variantes roja, azul claro, y amarillo. Yoshi es un personaje para un juego más relajado que los demás. El no puede recibir daño excepto si se cae por un precipicio, toca lava, o es aplastado. Yoshi no puede usar poderes, pero mantiene sus habilidades naturales como su lengua o su super salto.

### Juegos RPG
- Super Mario RPG: Legend of the Seven Stars: Yoshi aparece como un personaje de poca importancia. Yoshi habita en una isla llamada Yo'ster Island en la que habitan varios individuos de su misma especie. Ahí se realizan competencias atléticas. Con la llegada de Mario, se inicia una carrera con Boshi, en la que el jugador se encarga de arrojar galletas a Yoshi para aumentar su velocidad.

- Paper Mario: En este juego, para Nintendo 64, se muestra una comunidad de Yoshis en una isla habitada solo por los de su especie.

- Mario & Luigi: Superstar Saga: Yoshi aparece en el teatro de cine de "Boddle", hay varios Yoshis en el teatro de cine por lo que el dueño del cine recoge un trozo de la Beanstar, cuando Mario y Luigi se encuentran con el ellos les pide que si puede darles el trozo, aunque el les dijo que si se los daría pero con una condición, como su cine no se ha terminado de decorar y hay 7 muertos de hambre les pidió que vaya a recoger Huevos Neon (las cuales permite a los Yoshis sacar huevos neon que sirve como una lámpara de decoración) para alimentar a los Yoshis y para terminar de decorar su teatro.

- Paper Mario: La Puerta Milenaria: En esta secuela, para Nintendo GameCube, aparece un Yoshi bebé con un mechón de cabello llamado Yoshi Kid que se une a Mario en su búsqueda de los siete Cristales Estelares. También puede ser usado como medio de transporte y se le puede poner otro nombre. El color de piel de este Yoshi puede variar dependiendo del tiempo que permanezca con el jugador antes de salir de su huevo.[17][18]

- Mario & Luigi: Compañeros en el tiempo: En este juego, para Nintendo DS, aparecen un grupo de Yoshis que están siendo atacados por un monstruo, Yoob, que los quiere devorar. Más tarde, Mario y Luigi se encargan de rescatarlos del interior del monstruo.

### Serie Mario Party
Yoshi aparece como personaje jugable en todas las entregas de la serie Mario Party. En diferentes títulos se le empató con distintos personajes como Boo (Mario Party 3), Toad (Mario Party 5) y Birdo (Mario Party 7, Mario Party 8 y Mario Party 9).

### Serie Mario Kart
Yoshi también aparece en toda la serie Mario Kart como personaje manejable, apareciendo en uno de estos títulos por primera vez en Super Mario Kart para Super Nintendo. Aparece también en Mario Kart 64, Mario Kart: Super Circuit, Mario Kart: Double Dash!!, Mario Kart DS, Mario Kart Wii, Mario Kart 7, Mario Kart 8, Mario Kart 8 Deluxe y Mario Kart Tour, también en los juegos de Mario Kart para arcade.

### Juegos deportivos de Mario
Yoshi también aparece como personaje seleccionable en los juegos deportivos de Mario como Mario Tennis (y sus secuelas), Mario Golf (y sus secuelas), Mario Superstar Baseball, Mario Super Sluggers, Super Mario Strikers, Mario Strikers Charged, Mario Hoops 3-on-3, en Mario Sports Mix y en todos los juegos de la serie de Mario & Sonic en los Juegos Olímpicos.

### Serie Super Smash Bros.
Yoshi aparece como personaje seleccionable en todos los juegos de lucha de esta serie: Super Smash Bros. 64, Super Smash Bros. Melee, Super Smash Bros. Brawl, Super Smash Bros. 4 y Super Smash Bros. Ultimate. En cada juego, aparecen distintos escenarios de la serie Yoshi como el escenario que asemeja a Isla Yoshi.

### Juegos protagonizados por Yoshi
Yoshi ahora cuenta con una serie de títulos en los que él o su especie son los protagonistas de la trama del juego, pudiendo ser controlados por el jugador. Debido a la recepción exitosa y a la popularidad de Yoshi en la serie de Mario, se decidió crear su propia serie.
Mario y Sonic en los Juegos Olímpicos
Yoshi ha aparecido en cada título de la serie de Mario y Sonic en los Juegos Olímpicos. Siempre ha sido un personaje de velocidad junto a Sonic, Shadow, Daisy, y Metal Sonic. En Mario & Sonic en los Juegos Olímpicos London 2012, Yoshi es parte del equipo "Cartas Salvajes" junto a Shadow, Bowser Jr. y Silver. 
Títulos de la serie Yoshi:
- Yoshi - 1991
- Yoshi's Cookie - 1992
- Yoshi's Safari - 1993
- Super Mario World 2: Yoshi's Island - 1995
- Tetris Attack (Versión inglesa) - 1995
- BS Yoshi's Panepon - 1996
- Yoshi's Story - 1997
- Yoshi's Universal Gravitation - 2004
- Yoshi Touch & Go - 2005
- Yoshi's Island DS - 2006
- Yoshi's New Island - 2014
- Yoshi's Woolly World - 2015
- Poochy & Yoshi's Wooly World - 2017
- Yoshi's Crafted World - 2019

Juegos fuera de Mario
Yoshi hace un cameo en Sonic Lost World, apareciendo como un personaje de fondo en el escenario DLC de Yoshi's Island.

### Apariciones fuera de los videojuegos

#### Super Mario World (serie de televisión)
Yoshi es un personaje recurrente junto a Mario, Luigi y la Princesa Peach en la serie de televisión animada de 1991, Super Mario World, producida por DIC Entertainment. Este dinosaurio toma el comportamiento de un niño algo ingenuo, pero amigable y leal quien frecuentemente se refiere a sí mismo en tercera persona. Su voz para España, fue interpretado por Valle Acebrón, y en el redoblaje de 2010, por Esperanza Gracia. Su voz para Hispanoamérica, fue interpretado por Carlos Carrillo.

#### Super Mario Bros. (película)
Yoshi apareció en el cine por primera vez en la película de acción real de 1993, Super Mario Bros., donde Yoshi era un lagarto preso de las garras de Bowser. Allí ayuda a la Princesa Daisy a evitar que uno de los secuaces de Bowser la atrapara y a salir sana y salva. Aunque cayó víctima de una dosis de tranquilizante, aparece de nuevo con Daisy, cuando Mario y Luigi se van a su mundo.
Este Yoshi no se parecía al original creado por Nintendo. Su aspecto era más de reptil y su tamaño era relativamente pequeño, ni siquiera lo suficientemente grande para que Mario se montase sobre él. A pesar de tales diferencias, tenía ciertos rasgos de un Yoshi, como su lengua larga y pegajosa.

#### Super Mario Bros.: La película
En Super Mario Bros.: La película (2023), Yoshi hace un cameo vocal fuera de la pantalla durante la escena posterior a los créditos, y se utiliza el audio de archivo de Kazumi Totaka.

#### Historietas oficiales
Yoshi hace aparición en las historietas de Super Mario Adventures, impresas para la revista Nintendo Power, entre 1992 y 1993. Hizo también otras apariciones en Nintendo Adventure Books de 1992, y en los cómics japoneses de Super Mario Kun, publicados por Shogakukan e impresos por CoroCoro Comics en 2014.